# كانابفيل (أورن)
كانابفيل هي بلدية في أورن في شمال غرب فرنسا.